# Belmonte (Cuenca)
Belmonte es un municipio y localidad española de la provincia de Cuenca, en la comunidad autónoma de Castilla-La Mancha. Atravesado por la carretera N-420, cuenta con una población de 1769 habitantes (INE 2024).

## Geografía
Integrado en la comarca de La Mancha Conquense, se sitúa a 96 km de la capital provincial. El término municipal está atravesado por la carretera N-420 entre los pK 336 y 343, encontrándose la localidad concretamente en el punto kilométrico 342 de la carretera. También lo atraviesa la CM-3102, que se dirige a El Pedernoso, la CM-3011, que conecta con Osa de la Vega, por la CU-V-8341, que permite la comunicación con Rada de Haro, y la otra carretera local que se dirige a Las Pedroñeras. 
El relieve del municipio se caracteriza por la llanura manchega en la que aparecen algunas elevaciones aisladas como el Cerro Espartoso (812 m). La altitud oscila entre los 893 m al norte y los 719 m a orillas del río Monreal. El pueblo se alza a 806 m sobre el nivel del mar. 
| Noroeste: Osa de la Vega                   | Norte: Tresjuncos y Fuentelespino de Haro | Noreste: Villaescusa de Haro |
| Oeste: Monreal del Llano                   |                                           | Este: Rada de Haro           |
| Suroeste: Monreal del Llano y El Pedernoso | Sur: El Pedernoso y Las Pedroñeras        | Sureste: Las Pedroñeras      |

## Historia
Las excavaciones realizadas en la Colegiata en 1976 con motivo del hundimiento de parte del ábside, pusieron al descubierto las ruinas de una anterior iglesia visigótica, tal vez del siglo V, lo que prueba que la población es más antigua de lo imaginado.
Erróneamente en algunos documentos aparece con el nombre de «Las Chozas», cuando resulta que desde siempre se le denominó Bellomonte. En la bula del papa Inocencio III a García, obispo de Cuenca, lo denomina Bellomonte, a causa del monte que rodeaba al pueblo. 
En 1294 figura en el libro de cuentas del rey Sancho IV entre los pueblos en los que se recogió moneda para pagar a los caballeros que habían de acompañar a Don Juan Manuel, el futuro príncipe de Villena, a tierra de Murcia. En 1323 comienza a cobrar importancia histórica, pues en el Chronicon domini Joannis Enmanuelis, dice que en 1323 Don Juan Manuel (sobrino de Alfonso X) comenzó a construir las murallas de «Belmont» y en la misma época construyó el antiguo alcázar.
El primer miembro de la familia Pacheco que fue señor de esta villa fue Juan Fernández Pacheco, a quien se la concedió el rey Enrique III por privilegio firmado en Tordesillas el 16 de mayo de 1398, dándose como razón «por ser persona de gran importancia para la guerra».

El señorío lo heredó su hija María, que se casó con Alfonso Téllez Girón y Vázquez de Acuña. El matrimonio tuvo dos hijos, Juan Pacheco y Pedro Girón (que nacieron en Belmonte). Heredó el señorío Pedro Girón. El primogénito era Juan Pacheco, primer marqués de Villena, quien ordenó construir el Castillo de Belmonte en 1456 y la Colegiata de San Bartolomé en las mismas fechas que el castillo.

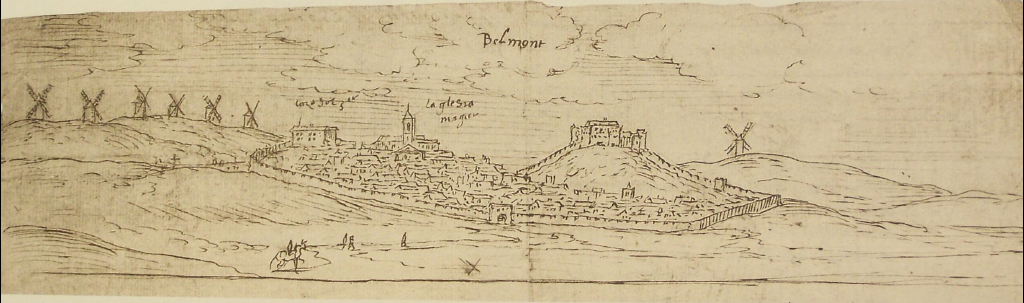
Vista panorámica de Belmonte en 1565, según dibujo de Anthonis van den Wijngaerde

Entre los siglos XV y XVIII, Belmonte tuvo su época dorada de la cual se conservan numerosos edificios. En esta localidad nació el teólogo, humanista y poeta agustino Fray Luis de León, en una fecha imprecisa entre 1527 y 1528, y en su homenaje la ciudad le destinó una escultura.

### Real Privilegio
El rey Pedro I de Castilla, estando en Sevilla (20-2-1361), la convirtió en villa de realengo y le concedió el privilegio de villazgo. Posteriormente el rey don Enrique II de Castilla, para ganarse su fidelidad, en las cortes de Burgos (20-2-1367) le concedió el privilegio de villazgo, eximiéndola de la jurisdicción de Alarcón y concediéndole el mismo fuero que el que tenían los vecinos del Castillo de Garcimuñoz. E que la dicha villa de Belmonte que hayades por fuero el Fuero de las Leyes que usan en la villa del Castiello.
Todo esto fue muy importante para convertir Belmonte en uno de los pueblos más importantes de la provincia y se le nombró Cabeza de Partido de toda la comarca, porque allí se encontraban todas las administraciones principales.

## Demografía
Belmonte cuenta con una población de 1769 habitantes (INE 2024).
| Gráfica de evolución demográfica de Belmonte entre 1842 y 2021                                                      |
| |
| Población de derecho según los censos de población del INE Población de hecho según los censos de población del INE |

## Administración y política
| Periodo   | Nombre                            | Partido |
| --------- | --------------------------------- | ------- |
| 1979-1983 | José Almodóvar Huerta             | UCD     |
| 1983-1987 | Arturo Barriga Jiménez            | PSOE    |
| 1987-1991 | Vicente González Parrilla         | PP      |
| 1991-1995 | José Alcázar Montellano           | PSOE    |
| 1995-1999 | José Antonio Almodóvar            | PP      |
| 1999-2003 | José Antonio Almodóvar            | PP      |
| 2003-2007 | María Angustias Alcázar Escribano | PSOE    |
| 2007-2011 | María Angustias Alcázar Escribano | PSOE    |
| 2011-2015 | María Angustias Alcázar Escribano | PSOE    |
| 2015-2019 | María Angustias Alcázar Escribano | PSOE    |
| 2019-2023 | Lourdes López Porras              | PSOE    |
| 2023-act. | Cristina Delgado Fernández        | PSOE    |

### Evolución de la deuda viva
El concepto de deuda viva contempla solo las deudas con cajas y bancos relativas a créditos financieros, valores de renta fija y préstamos o créditos transferidos a terceros, excluyéndose, por tanto, la deuda comercial.
La deuda viva municipal por habitante en 2014 ascendía a 311,67 €.

## Patrimonio

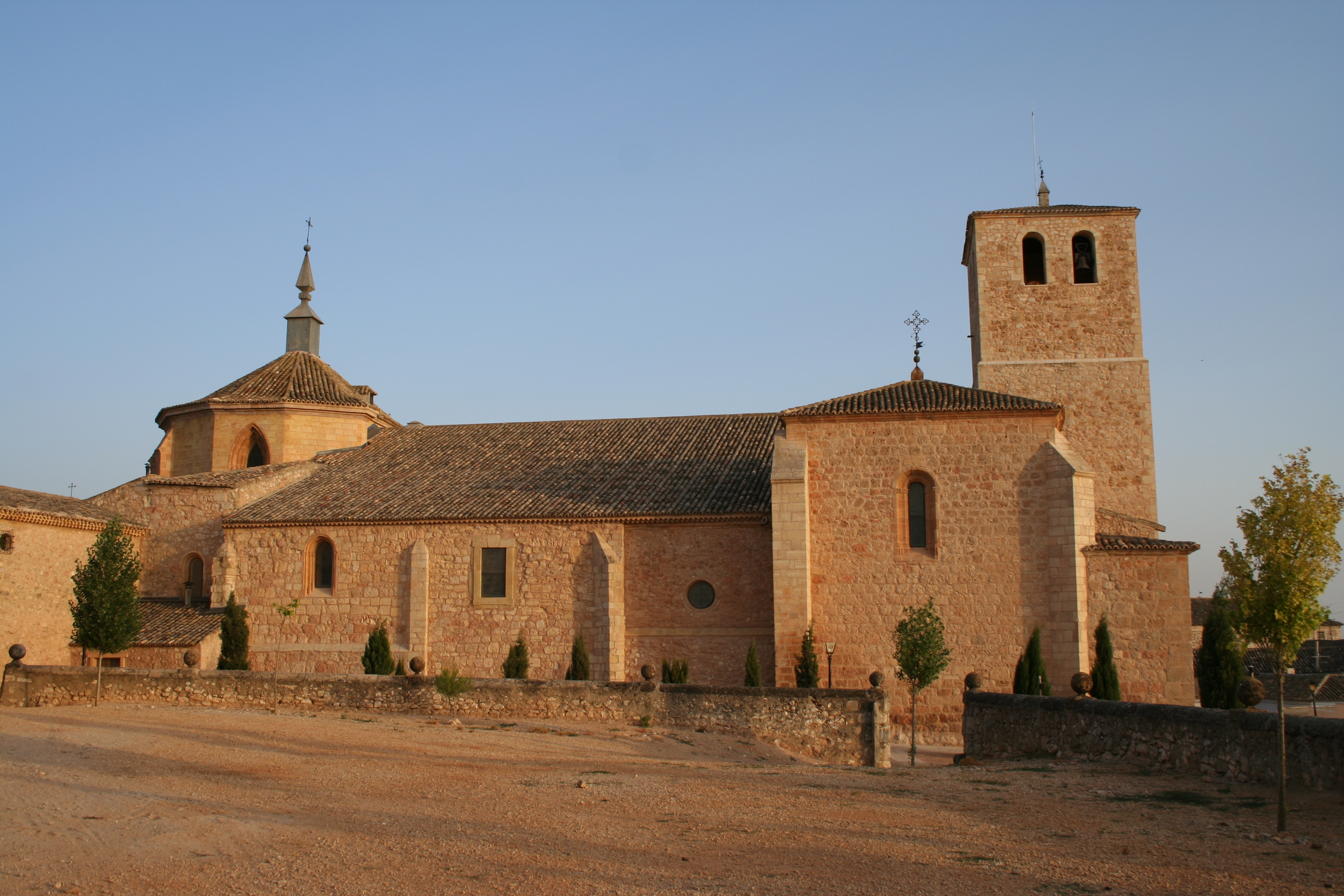
Colegiata

- Colegiata gótica de San Bartolomé del siglo XV: construida sobre una anterior iglesia visigótica. Destaca la sillería del coro, del siglo XV, tallada con historias bíblicas por Enrique Egas y procedente de la catedral de Cuenca (de donde se trajeron en el siglo XVIII); es la primera sillería de coro tallada con imágenes de toda la península ibérica. Posee un órgano del siglo XVIII utilizado todavía para algunas celebraciones y conciertos de música sacra. En la pila bautismal fue bautizado fray Luis de León. Algunos retablos de los siglos XVI y XVII son interesantes.
- Antiguo alcázar o Palacio del Infante Juan Manuel, durante años en ruinas, el último desprendimiento de la fachada tuvo lugar una semana antes de la Navidad del 2005. Totalmente restaurado, como primera venta de la Ruta de Don Quijote, abierta desde 2014.
- Hospital de San Andrés: fundado en 1415,[9] en ruinas desde los años 1970. Era un albergue para transeúntes y peregrinos. Muchos de los retablos de este edificio se conservan en la colegiata.
- Plaza del pilar: se conservan solo algunos soportales de todos los que rodeaban la plaza más grande de la localidad. Hay una fuente (completamente restaurada a finales de los años 1990) y dos pilares: el dulce y el salobre. Desde este marco se ve el colegio de los Trinitarios, actual centro de salud.
- Plaza de correos y telégrafos: antiguo colegio de la Compañía de Jesús y posterior cárcel comarcal.

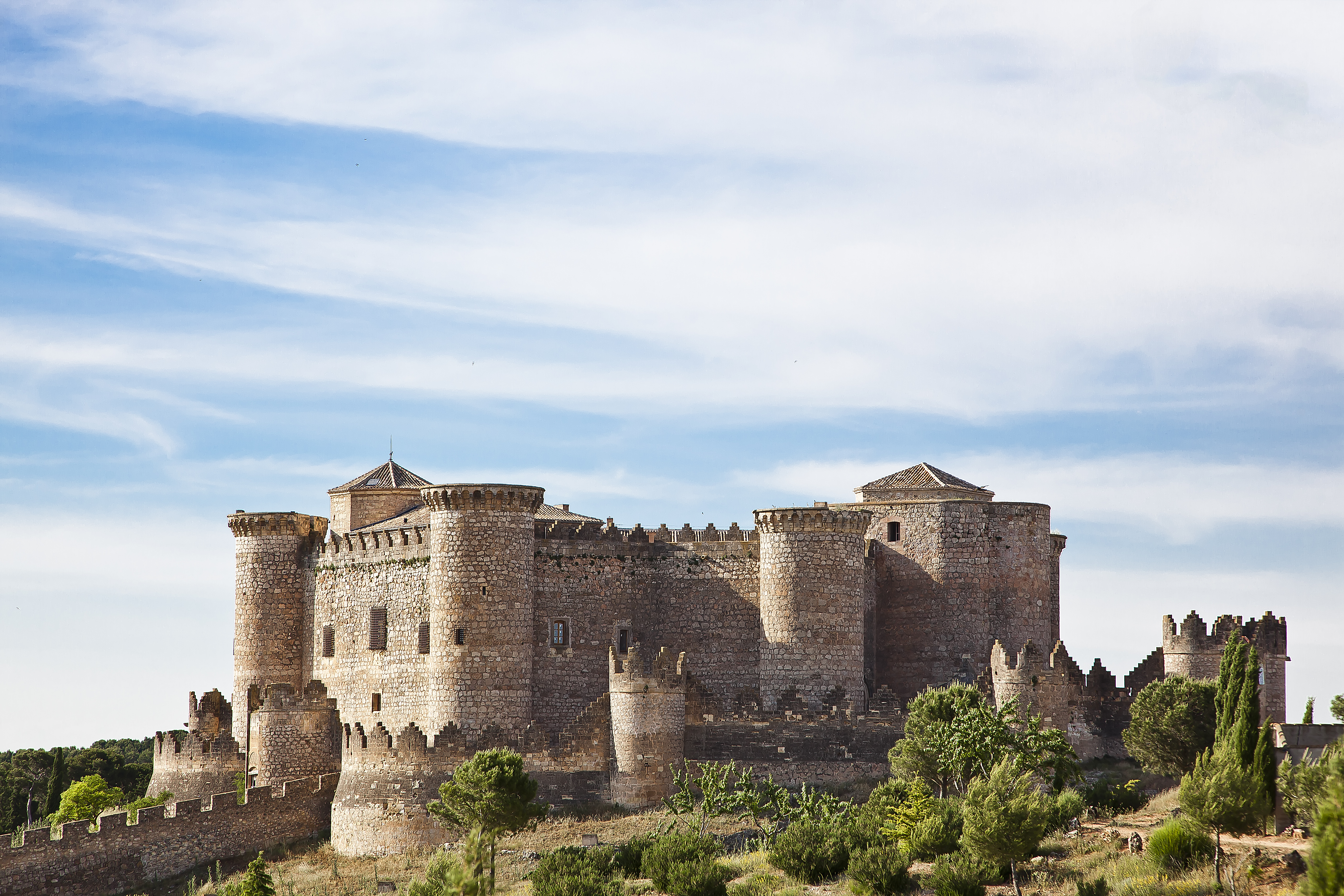
Castillo
El estilo del castillo es el gótico-mudéjar del siglo XV. Su construcción se inició en 1456 con Juan Pacheco. Es muy probable que el arquitecto encargado de diseñar las trazas fuera Hanequin de Bruselas, que trabajó en la Colegiata, y que las continuara Juan Guas, quien está confirmado que trabajó para Pacheco en el monasterio del Parral en Segovia. Además, su estilo exterior es muy parecido al de Manzanares el Real en Madrid y al de Mombeltrán en Ávila, obras de Juan Guas.
No se sabe cuándo se finalizó su construcción. Se han dado como fechas probables 1470, 1472 y 1474, pero también se ha sugerido que en 1474 las obras se remataron rápidamente ante la inminencia de la guerra civil.
Durante la guerra civil (1475-1480) el castillo albergó al marqués, Diego López Pacheco, quien hubo de desplazarse desde Alarcón para evitar una sublevación. Es falsa la leyenda que dice que aquí estuviera presa Juana la Beltraneja y que se escapara por la ventana norte del oratorio. Según la relación de los castillos en los que estuvo custodiada por don Diego López Pacheco, que nos dan los cronistas de la época, estuvo en Madrid, Escalona y Trujillo, pero no en Belmonte.
Por enlaces matrimoniales el castillo pasa a la casa de Montijo y, en el siglo XIX, lo heredó la condesa de Teba, Eugenia de Montijo, que se convertiría en emperatriz de Francia al casarse con Napoleón III. Ella lo mandó restaurar encargándole las obras al arquitecto Sureda, quien las realizó siguiendo los gustos de la época. Todo el exterior del patio de armas es obra suya, también la escalera principal y todas las chimeneas de yeso. También se restauraron varias de las techumbres. Las obras duraron desde 1857 a 1870 y terminaron con la caída del imperio francés, prosiguiendo su restauración su sobrino-nieto, el duque de Peñaranda Hernando Carlos Fitz-James Stuart y Falcó junto con el empeño del pueblo de Belmonte para conseguir su rehabilitación.
La ermita de la virgen de Gracia: Se levantó sobre un pozo donde la leyenda cuenta que se apareció la virgen a un pastor cuando fue a recoger agua a ese mismo pozo, la ermita se construyó en el siglo XIII, mismo siglo de la talla de la patrona la Virgen de Gracia, este edificio es de gran interés turístico, en su interior se encuentra la patrona de Belmonte la Virgen de Gracia una talla de 42 cm de altura vestida con vestidos y joyas que el pueblo le ha ido regalando. La coronación de la Virgen se hizo en 1983 y se hicieron muchos actos para celebrarlo.

## Cultura

### Fiestas
- San Antón: el 17 de enero. Se hacen unas gachas populares en la Plaza del Pilar. Se celebra el domingo antes o de después de la fecha del santo, generalmente el que esté más próximo al 17.
- Los Mayos. Existen dos tipos coincidiendo con una tradición popular y otra religiosa. Los conocidos como mayos se cantan el día 30 de abril. Se inicia a última hora de la noche y se va por las casas cantando mayos a la gente. Los grupos de amigos hacen sus propios recorridos, esa noche hay más gente en la calle que en cualquier local.
  - los mayos a la cruz: se celebran el primer sábado de mayo. Se canta una versión distinta de los primeros mayos a las cruces de mayo que montan asociaciones o particulares.
- San Cristóbal: Se celebra el segundo fin de semana de julio. El sábado por la noche hay verbena popular. El domingo por la mañana, procesión con caravana de vehículos siguiendo a la imagen. A mediodía comida de hermandad en el parque municipal, seguida de juegos mesa y competiciones de habilidad. La fiesta termina con una procesión que retorna al Santo a su ermita, ubicada en la ladera del cerro del molino puntal.
- San Bartolomé: la semana del 24 de agosto. Es la fiesta pagana de la localidad, aunque están orientadas a la fiesta también hay tiempo para las celebraciones religiosas.
- La Virgen de la Estrella: el miércoles antes de la Virgen de Gracia. Esta virgen se encuentra en uno de los arcos de entrada al casco antiguo de Belmonte. Esta tradición se lleva a cabo desde que se colocó ahí la figura. Se reza una salve y se celebran juegos populares.
- Nuestra Señora la Virgen de Gracia: Es la patrona de Belmonte y su festividad se celebra el segundo fin de semana de septiembre con una posterior novena. Son unas de las fiestas más bonitas y con más afluencia de gente.

### Tradiciones y costumbres
- No comer gachas cuando ha muerto alguien en el pueblo. Se dice que si ha habido un muerto, ese día mete el dedo en el puchero.
- La patente: cuando una chica del pueblo tiene un novio de fuera para casarse, este debe pagar la patente (invitar a algo a la familia o los amigos de la chica). Si no paga la patente va de cabeza al pilón (salobre) de la Plaza del Pilar. Esto suele ocurrir aunque invite a los amigos.
- Ruta de Belenes en Navidad. Los vecinos y algunos turistas visitan las casas, templos y lugares típicos de la localidad para ver los belenes artesanales que los vecinos han creado. Los paseos y visitas se acompañan de cánticos y prueba de dulces típicos.

### Gastronomía
Algunos de los platos típicos de Belmonte y de la comarca son el morteruelo, las gachas y los zarajos.

## Belmonte en el cine
Belmonte ha sido el lugar de rodaje de varias películas:
- El Cid (1961) - El torneo a caballo de Rodrigo Díaz de Vivar se rodó en la explanada del antiguo campo de fútbol, en una de las laderas en las que está situado el castillo. Muchos de los habitantes participaron en el proyecto disfrazándose de caballeros.
- Las hijas del Cid (1962) - Película dirigida por el español Miguel Iglesias pero de producción italiana y titulada en italiano La spada del Cid.
- El Señor de los Anillos (1978) - En esta película de animación, primero rodada y seguidamente animada con rotoscopio, el castillo aparece representando la fortaleza de Cuernavilla.
- El crimen de Cuenca (1979, no estrenada hasta 1981) - Esta película de Pilar Miró está rodada en gran parte en Belmonte. Aparecen zonas como la plaza de correos, la iglesia, el atrio o el juzgado. La película está basada en hechos reales que se desarrollaron en estos lugares (unos habitantes de Osa de la Vega fueron acusados de secuestrar y matar a otro de Tresjuncos; estuvieron encarcelados en Belmonte y fueron torturados durante muchos años; un día apareció «el Cepa» anunciando a gritos que no se había muerto).
- Los señores del acero (1985) - Película rodada íntegramente en el castillo de Belmonte. Para la película, y a efectos de rodaje, se cambió bastante el castillo, pero se reconocen sus habitaciones en todos y cada uno de los planos en interiores. Se cuenta que durante el rodaje uno de los especialistas se quedó sin lengua ya que al saltar desde una de las torres del castillo y caer sobre montones de cajas se mordió la lengua y se la cortó.
- El caballero Don Quijote (2002) - Esta película, dirigida por Manuel Gutiérrez Aragón y protagonizada por Carlos Iglesias y Juan Luis Galiardo, fue rodada en Belmonte durante el verano de 2000.